# Junkers Ju 390
Junkers Ju 390 là một loại máy bay của Đức, dự định dùng làm máy bay vận tải, tuần tra biển và ném bom tầm xa. Ju 390 bắt nguồn từ loại máy bay Ju 290.

## Biến thể
Ju 390 V1
Ju 390 V2
Ju 390 A-1
Ju 390 B
Ju 390 C

## Quốc gia sử dụng
Germany
- Luftwaffe

## Tính năng kỹ chiến thuật (Ju 390 V1)
Đặc điểm tổng quát
- Kíp lái: 10
- Chiều dài: 34,20 m (112 ft 2 in)
- Sải cánh: 50,30 m (165 ft 1 in)
- Chiều cao: 6,89 m (22 ft 7 in)
- Diện tích cánh: 254 m² (2.730 ft²)
- Trọng lượng rỗng: 39.500 kg (87.100 lb)
- Trọng lượng có tải: 53.112 kg (117.092 lb)
- Trọng lượng cất cánh tối đa: 75.500 kg (166.400 lb)
- Động cơ: 6 × BMW 801G-2, 1.250 kW (1.700 PS)  mỗi chiếc

 Hiệu suất bay 
- Vận tốc cực đại: 505 km/h (314 mph)
- Tầm bay: 9.700 km (6.030 mi)
- Trần bay: 6.000 m (19.700 ft)
- Tải trên cánh: 209 kg/m² (42,8 lb/ft²)
- Công suất/trọng lượng: 0,17 kW/kg (0,10 hp/lb)

Trang bị vũ khí

- Súng: 

  - 3 × Pháo MG 151/20 20 mm

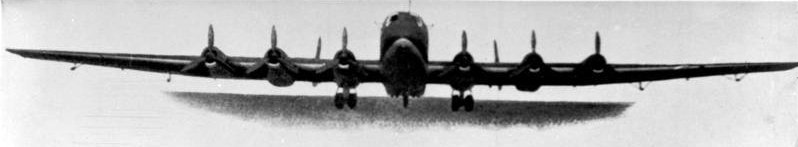

  - 4 × Súng máy MG 131 13 mm (.51 in)